# Elmar Zimmermann
Elmar Zimmermann (* 4. Mai 1930 in Waldshut; † 17. Mai 1998 in Stühlingen) war ein deutscher Lehrer, Heimatforscher, Autor und Künstler.

## Leben
Sein Elternhaus war in Erzingen. Elmar Zimmermann bestand 1949 das Abitur in Waldshut und studierte anschließend Pädagogik. Er war ab 1951 Lehrer, zunächst in Dillendorf. Da er sich seit seiner frühen Jugendzeit für Kunst begeisterte, bildete er sich autodidaktisch darin weiter. 1960 wurde er Oberlehrer und 1972 zum Rektor der Realschule in Stühlingen ernannt. Elmar Zimmermann hat zahlreiche Schriften und Forschungsberichte hinterlassen. Mehrfach betätigte er sich als kritischer Autor, unter anderem von Wanderbüchlein. In einer frühen, etwa 1952 verfassten Schrift Der Kunstlehrer, mit dem Untertitel „Autorität und Kameradschaft in Erziehung und Unterricht“, in der auch noch das „Problem der Prügelstrafe“ zur Sprache kommt, zeigen sich sowohl deutlich konservative, am Begriff der „Gemeinschaft“ orientierte, als auch an die Reformpädagogik angelehnte Vorstellungen vom Lehrberuf.
1988 wurde Zimmermann vorzeitig in den Ruhestand verabschiedet. Er starb am 17. Mai 1998 im Alter von 68 Jahren in Stühlingen; sein künstlerisches Wirken geriet fast in Vergessenheit.

## Publikationen (Auswahl)
- Heinrich Ernst Kromer, Leben und Werk. Hrsg.: Landkreis Waldshut. Waldshut 1970, OCLC 74176562.
- Schattenrisse der Teufelsküche (= Alemannische Reihe. Band 2). Ed. Isele, Eggingen 1985, ISBN 978-3-925016-08-0.
- Eine Künstlersiedlung in unserer Heimat: d. „Höll“ bei Urberg; d. Geschichte von 3 außergewöhnl. Malern in e. außergewöhnl. Landschaft (= Kunst im Schwarzwald. Band 2). Ed. Isele, Eggingen 1985, ISBN 978-3-925016-07-3.
- Der Maler Franz Heinrich Gref: 1872–1957; Annäherung an sein künstler. Schaffen zur Ausstellung vom 31. März – 8. April 1985 in d. Realsch. Stühlingen. Ed. Isele, Eggingen 1985, ISBN 978-3-925016-09-7.
- Der Maler Adolf Hildenbrand: 1881–1944; Aspekte zu seinem Bildwerk. Ed. Isele, Eggingen 1985, ISBN 978-3-925016-06-6.
- Wandern in Stühlingen. Hrsg.: Schwarzwaldverein Stühlingen. Stühlingen 1986, OCLC 74776629 (Text und Linolschnitte).